# Глаголев, Василий Васильевич
Васи́лий Васи́льевич Глаго́лев (21 февраля 1898, Калуга — 21 сентября 1947, Москва) — советский военачальник, командовавший дивизиями, корпусами и армиями в Великой Отечественной войне, Герой Советского Союза (1 ноября 1943 года). Командующий ВДВ (1946—1947). Генерал-полковник (15 июля 1944 года).

## Биография
Родился 21 февраля (5 марта) 1898 года в Калуге в семье врача. Рано остался без отца. Окончил начальную школу и Калужское реальное училище.
С марта 1916 года — в Русской императорской армии, поступил вольноопределяющимся. Участвовал в Первой мировой войне в составе 1-й Сибирской артиллерийской бригады 10-й армии на Западном фронте. Дослужился до должности старшего разведчика бригады в чине старшего фейерверкера. В январе 1918 года бригада получила приказ о снятии с фронта и направлении в город Никольск-Уссурийский. Не желая ехать на Дальний Восток, солдаты бригады на станции Грайворон Курской губернии выгрузились из эшелонов и сдали всё вооружение в местный ревком. Бригада была распущена. Демобилизовавшись, Глаголев приехал в Бобруйск и поступил по найму на Бобруйский артиллерийский склад. В марте 1918 года на складе произошёл взрыв боеприпасов, почти полностью уничтоживший его. Тогда Глаголев приехал в город Алексин Тульской губернии, где служил стрелком охраны железнодорожного моста через реку Оку.
В Красной армии с августа 1918 года. Участвовал в  Гражданской войне. Сначала служил красноармейцем в 1-м кавалерийском полку Калужской пехотной дивизии, которые в январе 1919 года были реорганизованы в 3-й Московский кавалерийский полк 1-й Московской кавалерийской дивизии. В их составе воевал на Восточном фронте против войск адмирала А. В. Колчака на Урале. В мае 1919 года на Урале заболел лихорадкой, после госпиталя отправлен на долечивания в отпуск в Калугу. С октября 1919 года — помощник начальника команды разведчиков 140-го батальона войск ВОХР. В марте 1920 года вновь заболел, после излечения в июне зачислен старшиной эскадрона 1-го запасного кавалерийского полка. С июля — старшина кавалерийского эскадрона в 68-м кавалерийском полку 12-й кавалерийской дивизии, которая в составе 9-й и 11-й армий воевала на Северном Кавказе. Участвовал в ликвидации Улагаевского десанта, затем в октябре дивизию перебросили в Азербайджан для подавления антисоветских мятежей. В январе 1921 года направлен на учёбу.

## Межвоенный период
После Гражданской войны остался служить в РККА. Окончил 3-и Бакинские командные курсы в 1921 году, при этом во время учёбы в составе сводной бригады курсантов участвовал в советско-грузинской войне в феврале—марте 1921 года. С декабря 1921 года продолжал службу в 68-м кавалерийском полку 12-й кавалерийской дивизии Отдельной Кавказской армии: командир взвода, помощник командира эскадрона, заведующий разведкой полка, командир эскадрона, помощник командира полка по строевой части. Во время службы в этом полку участвовал в многочисленных боевых операциях по подавлению антисоветских восстаний и борьбе с бандитизмом. В 1922 году участвовал в подавлении восстания в Кахети-Хевсурети под руководством полковника К. И. Чолокашвили, в 1924 году — в подавлении августовского восстания в Грузии. С октября 1924 года командовал пулемётным эскадроном 66-го кавалерийского полка 2-й отдельной Кавказской кавалерийской бригады, с декабря 1924 по октябрь 1925 года — отдельным эскадроном 1-й стрелковой дивизии Кавказской армии. Член ВКП(б) с 1925 года.
В 1926 году окончил кавалерийские курсы усовершенствования командного состава в Новочеркасске, продолжил командовать эскадроном в том же полку, а с октября 1929 по май 1931 года служил начальником штаба 66-го кавалерийского полка. Затем вновь учился и в 1931 году повторно окончил кавалерийские курсы усовершенствования командного состава в Новочеркасске. Как один из лучших выпускников был оставлен на этих курсах руководителем тактики старшего курса. С января 1934 года — командир и комиссар 76-го кавалерийского полка в 12-й кавалерийской дивизии в Армавире. С июля 1937 года — начальник штаба этой дивизии. С августа 1939 года полковник В. В. Глаголев командовал 157-й стрелковой дивизией в Северо-Кавказском военном округе. В 1941 году окончил Высшие академические курсы при Военной академии РККА имени М. В. Фрунзе.

## Великая Отечественная война

Могила В. В. Глаголева на Новодевичьем кладбище.

В начале Великой Отечественной войны, в июле 1941 года, полковник Глаголев назначен командиром 42-й кавалерийской дивизии, которая начала формирование в Краснодаре. на Северном Кавказе. В августе 1941 года дивизия была переброшена в Крым, передана 51-й отдельной армии. Дивизия участвовала в Крымской оборонительной операции в составе кавалерийской группы армии, которая действовала очень неудачно и все кавалерийские дивизии в её составе понесли большие потери. Остатки дивизии отошли в Севастополь, где в ноябре дивизия была расформирована. Полковник В. В. Глаголев был вывезен на Северный Кавказ, где с декабря формировал 242-ю стрелковую дивизию, с января 1942 года — 115-ю кавалерийскую дивизию, с  февраля — 73-ю стрелковую дивизию. В апреле 1942 года дивизия была передана в 24-ю армию Южного фронта. В июне—июле 1942 года участвовал в тяжёлых оборонительных боях Воронежско-Ворошиловградской операции, в которой в июле дивизия попала в окружение под Миллерово и фактически была разбита, в августе Глаголев вышел из окружения с остатками дивизии, которую в сентябре расформировали. После короткого пребывания в распоряжении Военного совета Закавказского фронта и в должности заместителя командира 11-го гвардейского стрелкового корпуса, в октябре 1942 года назначен командиром 176-й стрелковой дивизии на Закавказском фронте. Во главе дивизии вёл успешные боевые действия на оборонительном этапе битвы за Кавказ, отличился в контрударах под Моздоком и Орджоникидзе. Тогда дивизия была награждена орденом Красного Знамени (награждение воинских частей за отличия в оборонительных операциях было очень редким случаем).
В ноябре 1942 года как лучший командир дивизии назначен командиром 10-го гвардейского стрелкового корпуса в составе 9-й армии и 56-й армии Черноморской группы войск, участвовал в наступательном этапе битвы за Кавказ. Корпус отличился при освобождении города Горячий Ключ, разбив оборонявшуюся группировку. Генерал-майор (27.01.1943). С февраля 1943 года исполнял обязанности командующего 9-й армией, с марта 1943 года командовал 46-й армией Северо-Кавказского фронта, которая действовала в Краснодарской наступательной операции и в весенне-летних боях на Кубани. В августе 1943 года армия была переброшена на Юго-Западный фронт, где участвовала в Донбасской наступательной операции.
В сентябре 1943 года армию передали на Степной фронт, в составе которого она участвовала в битве за Днепр. В ночь на 26 сентября 1943 года передовые части армии форсировали Днепр и захватили Аульский плацдарм, который в последующих боях был удержан и расширен. Со 2 октября 1943 года армия воевала в составе 3-го Украинского фронта. В октябре в ходе Днепропетровской операции (составная часть Нижнеднепровской стратегической наступательной операции) армия ударами с Аульского плацдарма освободила Днепропетровск и Днепродзержинск. За эту операцию тысячи бойцов и командиров армии были награждены орденами, а командарм был представлен к званию Героя Советского Союза.
«За успешное форсирование реки Днепр, прочное закрепление плацдарма на западном берегу реки Днепр и проявленные при этом отвагу и геройство» Указом Президиума Верховного Совета СССР от 1 ноября 1943 года генерал-лейтенанту Василию Васильевичу Глаголеву присвоено звание Героя Советского Союза с вручением ордена Ленина и медали «Золотая Звезда».
Позднее, во главе 46-й армии участвовал в Никопольско-Криворожской, Березнеговато-Снигирёвской и Одесской наступательных операциях.
С мая по декабрь 1944 года генерал-полковник Глаголев командовал 31-й армией на 3-м Белорусском фронте. Отличился в Белорусской стратегической операции, особенно в Витебско-Оршанской операции и в Минской операции; в октябре 1944 года участвовал в Гумбиннен-Гольдапской операции. С января 1945 года до конца войны командовал 9-й гвардейской армией на 3-м Украинском и на 2-м Украинском фронтах, сражался в Венской, Грацско-Амштеттенской и Пражской наступательных операциях.

## Послевоенный период
После войны продолжал командовать 9-й гвардейской армией, которая была передана в Центральную группу войск. С апреля 1946 года был командующим Воздушно-десантными войсками СССР. Депутат Верховного Совета РСФСР 2-го созыва (с 1946).
Скончался на учениях 21 сентября 1947 года. Похоронен в Москве на Новодевичьем кладбище.

## Воинские звания
- полковник (на 1940 г.)
- генерал-майор (27.01.1943)
- генерал-лейтенант (27.10.1943)
- генерал-полковник (15.07.1944)

## Награды
- Герой Советского Союза (01.11.1943)
- Два ордена Ленина (01.11.1943, 21.02.1945)
- Два ордена Красного Знамени (13.12.1942, 03.11.1944)
- Два ордена Суворова I степени (19.03.1944, 28.04.1945)
- Орден Кутузова I степени (04.07.1944)
- Медаль «За оборону Севастополя»
- Медаль «За оборону Кавказа»
- Медаль «За победу над Германией в Великой Отечественной войне 1941—1945 гг.»
- Медаль «За взятие Вены»
- Медаль «За освобождение Праги»
- Медаль «XX лет Рабоче-Крестьянской Красной Армии» (22.02.1938)

Иностранные награды:
- Кавалер ордена «Virtuti Militari» (ПНР)
- Командор ордена Почётного легиона (Франция)

## Память
Именем генерала названы:
- улица Генерала Глаголева в Москве,
- улица Глаголева в Минске,
- улица Генерала Глаголева в Калуге (на улице установлена мемориальная доска в его честь),
- улица Генерала Глаголева в Каменском (б. Днепродзержинске) (Украина).
- школа в Ульяновской области — «МОУ СОШ № 4 имени Героя Советского Союза В. В. Глаголева» муниципального образования «Барышский район» Ульяновской области